# Aurora (cantante)
Aurora, pseudonimo di Aurora Aksnes (Stavanger, 15 giugno 1996), è una cantautrice norvegese.
La sua musica è caratterizzata da un pop sognante, emotivo, raffinato e molto orecchiabile, dalle strutture dirette e talvolta ballabile; nelle sezioni strumentali sono presenti elementi elettronici, orchestrali e folk. È stata spesso paragonata a Susanne Sundfør, Emilíana Torrini, Florence and the Machine, Lorde, Eivør, Lana Del Rey, Kate Bush, Emmelie de Forest, Phildel, Björk e Grimes. Peculiari sono anche la sua gestualità e le sue movenze ed espressioni sul palco, da alcuni paragonate ad una possessione.
Nel 2015 è stata insignita del prestigioso premio Spellemannprisen, l'equivalente norvegese dei Grammy, come miglior artista esordiente grazie all'EP Running with the Wolves. Nel 2016 ha vinto altri due Spellemannprisen, stavolta per il miglior album pop solista per All My Demons Greeting Me as a Friend e per il miglior video musicale per il singolo I Went too Far.

## Biografia

### Infanzia ed esordi
Nata a Stavanger, città costiera della Vestlandet (la regione più occidentale della Norvegia), a sei anni impara a suonare il pianoforte da autodidatta e a nove inizia a scrivere da sé le proprie canzoni. Una parte importante della sua formazione musicale è dovuta all'ascolto, durante l'adolescenza, di Bob Dylan, Leonard Cohen, Johnny Cash e David Bowie, dei quali ammira fin da subito la capacità di raccontare storie attraverso la musica. Tra le sue influenze cita spesso anche Enya, gli Underworld e la connazionale Susanne Sundfør, ma ha rivelato di essere anche appassionata di musica metal, in particolar modo scandinava.
Durante il periodo scolastico, le sorelle maggiori Miranda e Viktoria erano preoccupate che la ragazza potesse esser vittima di bullismo a causa della sua personalità e del suo modo di vestire considerato «bizzarro».
In un primo momento, l'idea di doversi esibire davanti a un pubblico era considerata «terrificante» dalla giovane, ma si è ricreduta quando la madre ha sentito uno dei suoi pezzi, convincendola che i suoi testi avrebbero potuto essere d'aiuto per le altre persone; a quel punto, Aurora incominciò a esibirsi presso il proprio istituto scolastico.
Aurora ha dichiarato di essere stata legata sentimentalmente sia a ragazzi sia a ragazze.

### 2012–2015:Running with the Wolves

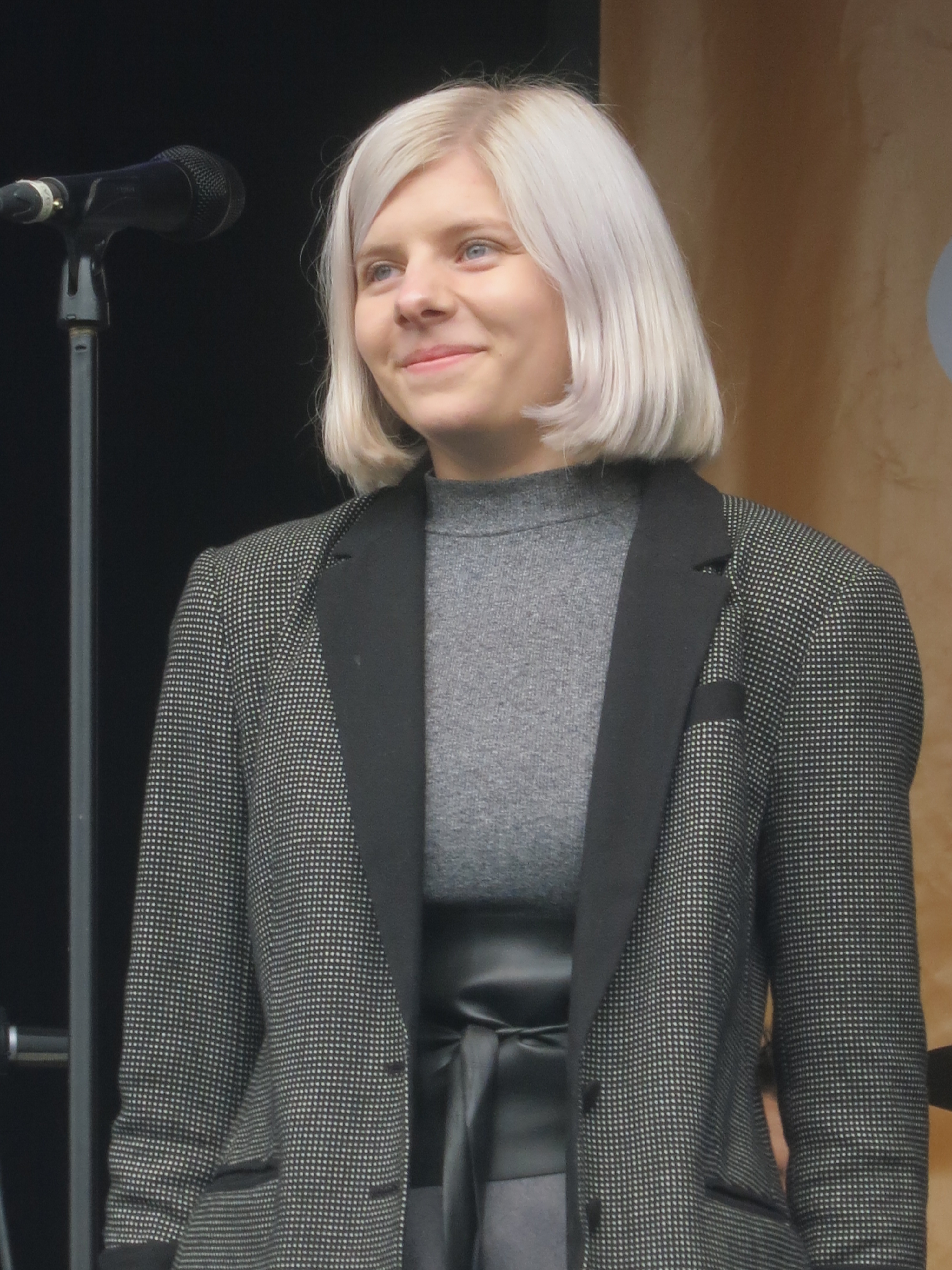
Aurora si esibisce al Greenman Festival nel 2015

Il 12 dicembre 2012 Aurora auto-pubblica, attraverso il sito SoundCloud, il singolo Puppet. In poche ore, il progetto raccoglie oltre diecimila visualizzazioni in territorio norvegese e l'artista ha ottenuto la sua prima fanpage su Facebook. Poco dopo, ancora diciassettenne, viene messa sotto contratto dalla Decca Records, con la quale pubblica i singoli Awakening e Under Stars.
Il 9 febbraio 2015 pubblica il singolo Runaway, poi lodato su Twitter da Katy Perry e Troye Sivan. Il brano, del quale viene pubblicato anche un videoclip, viene inserito nell'EP Running with the Wolves, distribuito a partire dal 4 maggio 2015 e da cui è stata estratta come singolo anche l'omonima traccia, anch'essa dotata di videoclip.
Grazie al successo così ottenuto, Aurora viene notata dai quotidiani britannici The Guardian e The Independent e poi scelta per aprire un concerto del gruppo musicale degli Of Monsters and Men tenutosi a Londra nel novembre dello stesso anno. L'EP vince inoltre uno Spellemannprisen nella categoria Miglior Esordio.

### 2015–2017:All My Demons Greeting Me as a Friend
Il 4 settembre 2015 Aurora piazza sul mercato il singolo Murder Song (5, 4, 3, 2, 1), disponibile sia in versione elettronica sia acustica; della seconda viene pubblicato un videoclip. Il 6 novembre pubblica invece una cover di Half the World Away degli Oasis, che viene poi utilizzata per lo spot televisivo natalizio dei centri commerciali John Lewis. Il brano, del quale viene pubblicato un videoclip, ha ottenuto un buon successo in Regno Unito e Irlanda.
Il 15 gennaio 2016 è uscito il singolo Conqueror, per cui è stato realizzato anche un videoclip ufficiale. Il 4 marzo è invece uscito il singolo Warrior, mentre l'11 marzo è stato pubblicato l'album in studio d'esordio All My Demons Greeting Me as a Friend. Quest'ultimo ha ricevuto ampi consensi da parte di pubblico e critica, tanto che il New York Times ne ha elogiato i testi, la produzione complessiva e la prestazione vocale di Aksnes. L'album conquista il primo posto della classifica di vendita norvegese e ottiene buoni piazzamenti anche in Germania, Paesi Bassi e Regno Unito; complessivamente entra nelle classifiche di tredici nazioni.
Il 5 giugno 2016 viene pubblicato il singolo I Went too Far, dotato di un videoclip diretto dai registi Arni & Kinski. Il 20 dicembre viene inoltre pubblicato il videoclip di Winter Bird.
Nel 2017 l'artista viene premiata con due Spellemannprisen: uno nella categoria Miglior Album Pop Solista per All My Demons Greeting Me as a Friend e l'altro come Miglior Video Musicale per I Went too Far.

### 2017–2019:Infections of a Different Kind (Step 1)eA Different Kind of Human (Step 2)
Tra il 2017 e il 2018, Aurora ha presentato dal vivo ben undici inediti. La stessa cantautrice ha inoltre dichiarato di aver registrato in totale quindici nuove tracce e di star valutando anche alcuni suoi vecchi brani scartati dal primo album, ma ha precisato che non tutte queste tracce sarebbero state inserite nel secondo album.
Il 2 maggio 2018 sono stati pubblicati il singolo Queendom e il relativo videoclip. Il 17 agosto è stato pubblicato il secondo singolo dell'album, Forgotten Love, il cui artwork è stato dipinto dalla stessa Aurora. Il 27 settembre Aurora ha rivelato sui suoi social il titolo del suo nuovo EP composto da otto tracce, Infections of a Different Kind (Step 1), che è stato poi pubblicato, nel solo formato digitale, il giorno successivo.
Successivamente, una cover di Baby Mine di Frank Churchill cantata da Aurora è stata usata per il trailer del live action Disney Dumbo, distribuito nel marzo 2019 per la regia di Tim Burton. Nei titoli di coda del film, però, è stata inserita la versione degli Arcade Fire.
Il 24 gennaio 2019 è stato pubblicato Animal, primo singolo estratto dal nuovo album di Aurora; dal brano è stato tratto un videoclip. Il 5 aprile è stato pubblicato il secondo singolo, The Seed, che ha un testo fortemente ambientalista e il cui videoclip è uscito l'11 aprile. Il 10 maggio è stato pubblicato il singolo The River, corredato da un videoclip, mentre il 31 maggio il brano A Different Kind of Human è stato reso disponibile lo streaming digitale. Infine, il 7 giugno è stato pubblicato l'album A Different Kind of Human (Step 2), che è composto da undici tracce e il cui artwork richiama quello dell'EP precedente.
Nel frattempo, Aurora ha co-scritto e cantato i brani Eve of Destruction, Bango e The Universe Sent Me, presenti nell'album No Geography dei The Chemical Brothers, pubblicato il 12 aprile 2019.
Nello stesso anno Aurora prende parte al lungometraggio Disney Frozen II - Il segreto di Arendelle, doppiando la voce che attira la regina Elsa verso la Foresta Incantata. Viene scelta anche per interpretare il brano Into the Unknown, colonna sonora del film, insieme a Idina Menzel.

### 2020–2023:The Gods We Can Touch

Aurora in concerto a Kingston upon Thames nel 2022

Il 14 maggio 2020 Aurora pubblica il singolo Exist for Love, che anticipa l'uscita del terzo album di inediti. A partire dal 2021, durante la pandemia, il singolo Runaway del 2015 riscopre popolarità grazie alla piattaforma di video sharing TikTok, debuttando in diverse classifiche internazionali tra cui quella britannica.
Questi avvenimenti tardano l'uscita del suo nuovo album e del singolo Cure for Me, rimandando il primo a gennaio del 2022, il secondo al 7 luglio 2021.
Il 3 luglio 2021 Cure for Me, il nuovo singolo proveniente dal suo nuovo album, è stato presentato in anteprima al The Zane Lowe Show poco prima della sua uscita mondiale. Il 7 luglio del 2021 Aurora pubblica nelle piattaforme digitali la nuova traccia mentre il giorno dopo rilascia la videoclip ufficiale del brano.
L'11 ottobre 2021 viene pubblicato un nuovo singolo, chiamato Giving in to the Love, estratto dal suo terzo album; poco dopo l'artista rilascia il 20 ottobre la videoclip ufficiale del brano. il 14 ottobre, tramite un post su Instagram, la cantante annuncia ufficialmente la data di uscita del suo terzo album, fissata per il 21 gennaio 2022, il cui titolo (rivelato nello stesso post) è The Gods We Can Touch. 
Nel 2022 esce il singolo A Dangerous Thing, che contiene (assieme all'omonima traccia), il brano Everything Matters, dove Aurora è affiancata dalla cantautrice francese Pomme.
L'edizione vinile dell'album contiene due tracce inedite: The Woman I Am e The Devil Is Human, le quali vengono pubblicate ufficialmente rispettivamente il 20 maggio 2022 e l'8 luglio 2022. A queste seguirà più tardi, nel 29 luglio 2022, la pubblicazione digitale del singolo A Potion of Love, altro inedito precedentemente disponibile solo nel vinile di Cure For Me.
Nel 2023 partecipa come ospite al Concerto del Primo Maggio in piazza San Giovanni in Laterano a Roma, cantando le canzoni Exist for Love, Cure For Me e Giving In to the Love.
Il 25 agosto 2023 viene rivelata la sua partecipazione alla colonna sonora dell'adattamento live-action targato Netflix di One Piece, con la pubblicazione del singolo My Sails Are Set che la vede come voce solista.

## Discografia

### Album in studio
- 2016 – All My Demons Greeting Me as a Friend
- 2018 – Infections of a Different Kind (Step 1)
- 2019 – A Different Kind of Human (Step 2)
- 2022 – The Gods We Can Touch
- 2024 – What Happened to the Heart?

### EP
- 2015 – Running with the Wolves

### Singoli
- 2012 – Puppet
- 2013 – Awakening
- 2014 – Under Stars
- 2015 – Runaway
- 2015 – Running with the Wolves
- 2015 – Murder Song (5, 4, 3, 2, 1)
- 2015 – Half the World Away
- 2016 – Conqueror
- 2016 – Warrior
- 2016 – I Went Too Far
- 2016 – Winter Bird
- 2018 – Queendom
- 2018 – Forgotten Love
- 2019 – Animal
- 2019 – The Seed
- 2019 – The River
- 2019 – Apple Tree
- 2019 – Daydreamer
- 2020 – Exist for Love
- 2020 – Secret Garden
- 2021 – Cure For Me
- 2021 – Giving Into The Love
- 2021 – Heathens
- 2022 – A Dangerous Thing
- 2022 – Everything Matters (con Pomme)
- 2022 – A Temporary High
- 2022 – The Woman I Am
- 2022 – Storm (con Wu Qing-feng)
- 2022 – The Devil is Human
- 2022 – A Potion for Love
- 2023 – Your Blood
- 2024 – The Conflict of the Mind
- 2025 – The Flood